# Prakovce zastávka
Prakovce zastávka – przystanek kolejowy we wsi Prakovce  w kraju koszyckim na linii kolejowej 173 Margecany – Červená Skala, na Słowacji